# Bordás keresztboltozat

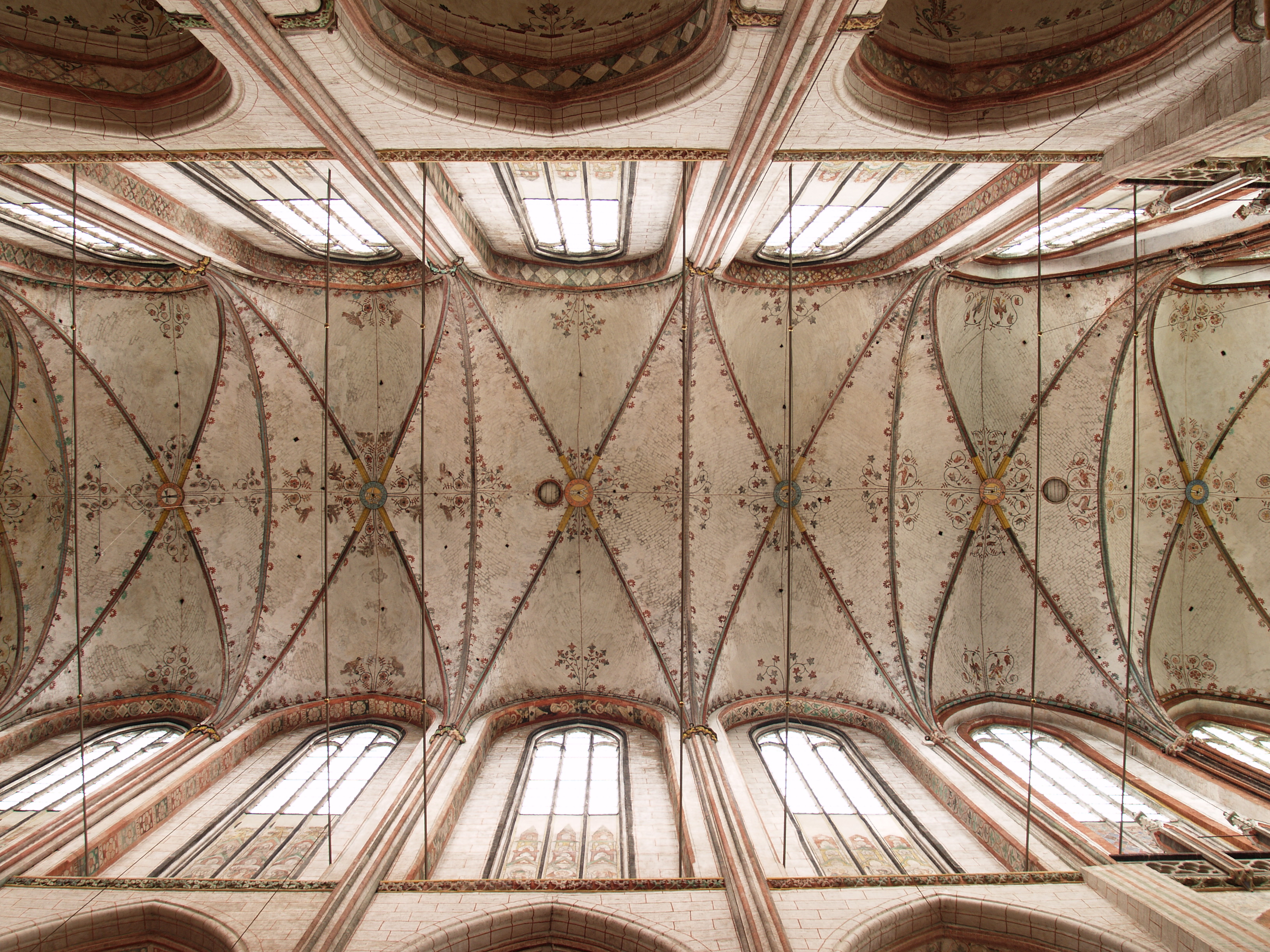
Bordás boltozat Lübeckben

A bordás vagy csúcsíves keresztboltozat a gótika építészetének egyik jellegzetes eleme, a templomépítészetben a román keresztboltozatot kiszorító keresztboltozat.
A 13. században alakult ki, első alkalmazása (az első gótikus épület) a párizsi St. Denis apátsági templomában érhető tetten. Alkalmazásával lehetővé vált magasabb terek, vékonyabb falak építése. Csúcsíves boltozattal nemcsak négyzet alapú tereket lehetett lefedni, mint a romanikában, hanem téglalap alapúakat is. Záradékvonala lehet félköríves vagy jellemzően csúcsíves.